# 매디 지글러
매디 지글러(Maddie Ziegler, 2002년 9월 30일 ~ )는 미국의 댄서, 배우, 모델이다. 2011년 인기 프로그램 《댄스 맘스》에서 엘리트 팀 내 에이스와 리더를 담당하였다. 이후 가수 시아의 곡 "Chandelier", "Elastic Heart","The Greatest" 등 뮤직비디오에 출연해 시아의 뮤즈로서 전 세계적으로 이름을 알렸다.

## 출연 작품

### 영화
- 발레리나 (2016) - 카밀 역 (목소리)
- 북 오브 헨리 (2017) - 크리스티나 시클먼 역
- 내가 사랑했던 모든 남자들에게: P.S. 여전히 널 사랑해 (2020) - 치어리더 역 (카메오)
- 뮤직 (2021) - 뮤직 겜블 역
- 폴아웃 (2021) - 미아 리드 역
- 웨스트 사이드 스토리 (2021) - 벨마 역

### 텔레비전
- 댄스 맘스 (2011-16) - 본인

### 뮤직비디오
- 시아
  - "Chandelier" (2014)
  - "Elastic Heart" (2015)
  - "Big Girls Cry" (2015)
  - "Cheap Thrills" (2016)
  - "The Greatest" (2016)
  - "Rainbow" (2017)

- LSD - "Thunderclouds" (2018)
- LSD - No New Friends (2019)